# 1560 în literatură
- 1559 în literatură — 1560 în literatură — 1561 în literatură

Anul 1560 în literatură a implicat o serie de evenimente semnificative. 

## Cărți noi
- Biblia de la Geneva (prima ediție completă)
- Thomas Churchyard - The Contention bettwyxte Churchyeard and Camell, upon David Dycers Dreame

## Decese
- 1 ianuarie: Joachim du Bellay, poet francez, (n. 1522)

Format:1560